# プリンセスサヤコ
プリンセスサヤコは、薔薇の品種名。英語表記はPrincess Sayako。
1980年フランスでメイアンによって作出され、ミッテラン大統領夫人が来日した折に紀宮清子内親王に捧げられた。作出者のメイアンはほかにも幾種類もの貴婦人に因んだ名前のバラを作出している。
香りが強く、花の色はサーモンピンク。

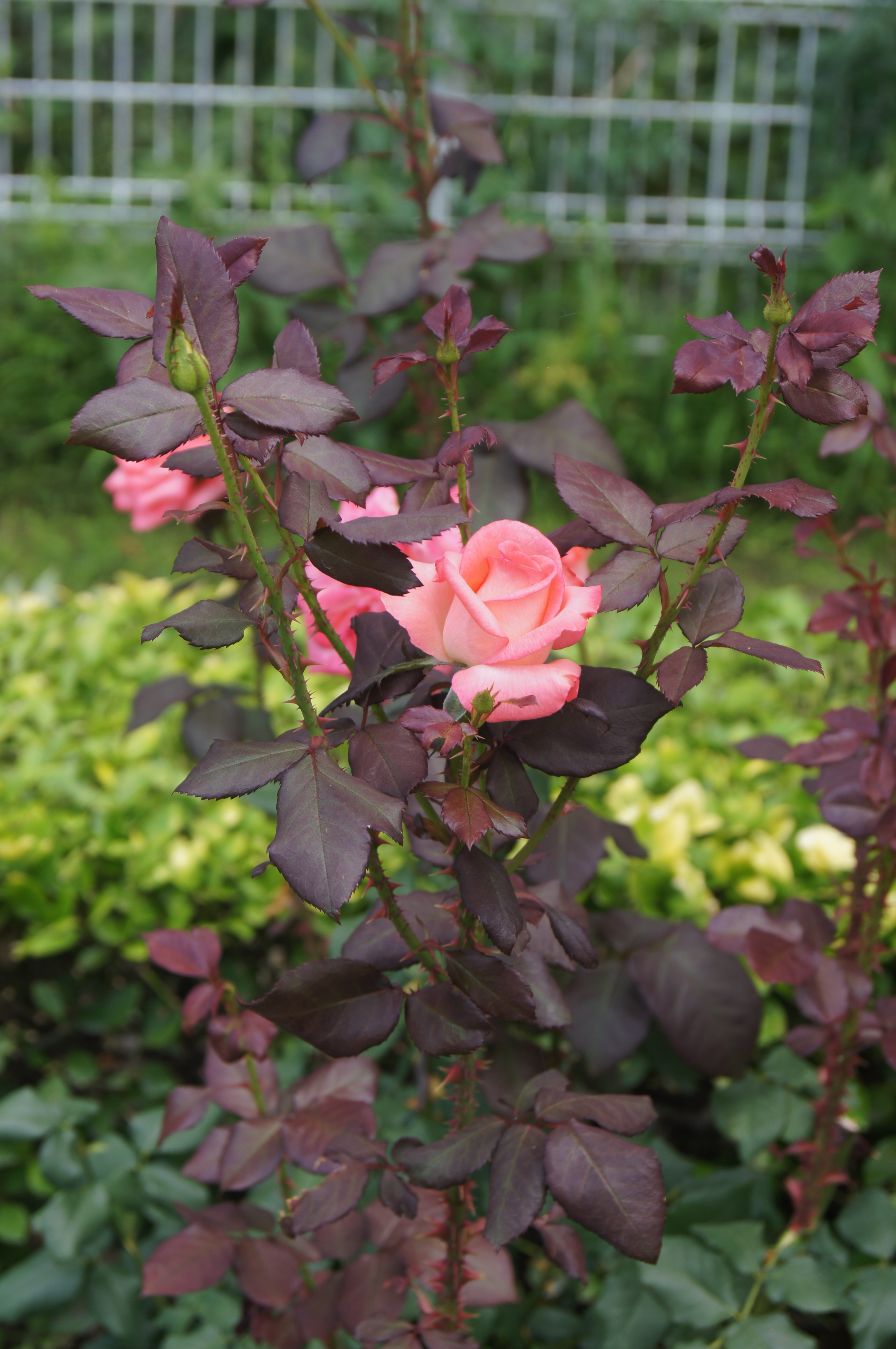
花博記念公園鶴見緑地にて撮影。
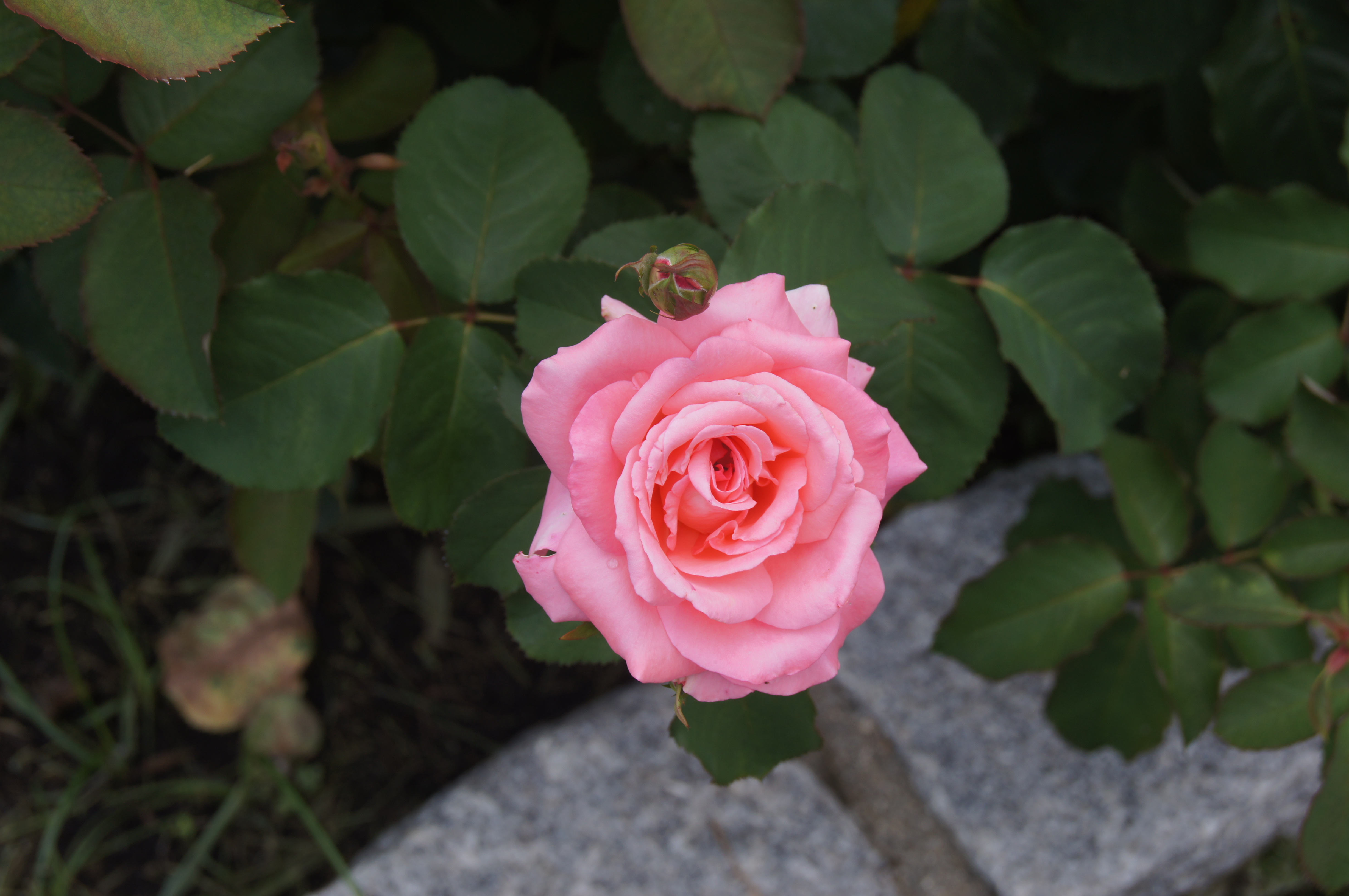
花の部分を拡大。